# Coleoxestia brevipennis
Coleoxestia brevipennis är en skalbaggsart som först beskrevs av Bates 1870.  Coleoxestia brevipennis ingår i släktet Coleoxestia och familjen långhorningar. Inga underarter finns listade i Catalogue of Life.